# Aksjomat ciągłości
Zasugerowano, aby zintegrować ten artykuł z artykułem porządek ciągły. Nie opisano powodu propozycji integracji.
Zasugerowano, aby zintegrować ten artykuł z artykułem przekrój Dedekinda. Nie opisano powodu propozycji integracji.
Aksjomat ciągłości (pewnik Dedekinda) – aksjomat zbioru liczb rzeczywistych sformułowany przez Richarda Dedekinda w 1872. Aksjomat ten postuluje, że każdy niepusty i ograniczony z góry podzbiór zbioru liczb rzeczywistych ma kres górny.
Alternatywnie: każdy niepusty i ograniczony z dołu podzbiór zbioru liczb rzeczywistych ma kres dolny.
Aksjomat ma odpowiadać naszej intuicji, że oś liczbowa jest ciągła, nie istnieją w niej luki między kolejnymi liczbami – każdemu miejscu na osi odpowiada konkretna liczba rzeczywista.
Następujące twierdzenie jest równoważne z aksjomatem ciągłości i samo mogłoby być przyjęte jako aksjomat: każdy rosnący i ograniczony z góry ciąg liczb rzeczywistych jest zbieżny.
W zbiorze liczb wymiernych tak nie jest: na przykład zbiór tych liczb wymiernych, których kwadraty są mniejsze od 2, jest niepusty (należy do niego np. 1), ograniczony z góry (każda liczba tego zbioru jest na przykład mniejsza od 2), ale nie ma kresu górnego – nie ma liczby wymiernej, która byłaby najmniejszym ograniczeniem górnym tego zbioru.
Aksjomat ciągłości gwarantuje, że w zbiorze liczb rzeczywistych sytuacja taka nie występuje, tzn. zawsze istnieje liczba rzeczywista, która jest najmniejszym ograniczeniem górnym.
Jeszcze inne sformułowanie aksjomatu ciągłości korzysta z pojęcia przekroju Dedekinda zbioru liczb rzeczywistych: jeżeli zbiory A i B tworzą przekrój Dedekinda zbioru liczb rzeczywistych, to albo w A istnieje liczba największa, albo w B – najmniejsza.